# Call of Duty: Heroes
Call of Duty: Heroes — бесплатная стратегическая игра в реальном времени, выпущенная Activision и разработанная Faceroll Games. Игра была выпущена на Android и iOS 26 ноября 2014 года. 23 октября 2018 года Activision объявила о прекращении поддержки игры с 22 декабря 2018 года.

## Игровой процесс
Call of Duty: Heroes — стратегическая игра в реальном времени, геймплей которой часто сравнивают с Clash of Clans. Игра предполагает однопользовательскую кампанию, соревновательный мультиплеер и режим выживания. Большая часть игры сосредоточена на строительстве и укреплении баз, обучении юнитов и выстраивании обороны. А компонент прямого действия реализован через управление героями (уже знакомых по другим сериям Call of Duty), которые помогают уничтожать вражеские базы. Герои обладают уникальными навыками и видами оружия.
Игроки также должны создать свою собственную базу с защитой и структурами, чтобы она была защищена от вторжений. Золото и нефть используются в качестве игровой валюты, с помощью которой можно улучшать оборонительные свойства и приобретать дополнительные способы защиты, такие как «щит» для базы в течение определённого времени, обычно нескольких дней. В начале игры игрок автоматически получает щит для своей базы бесплатно на несколько часов. Однако срок действия щитов автоматически истекает, если игрок играет в PvP-матче.

## Здания
Чтобы заработать и хранить золото и нефть, игроки должны построить золотые шахты и хранилища золота, нефтебазы и нефтяные насосы, а также алмазные рудники и алмазные склады, соответственно. Золото можно использовать для улучшения любого здания, которое может улучшить здоровье здания и разблокировать новые функции. Золото и нефть также могут быть использованы для создания оборонительных сооружений, таких как «Часовой» (Sentry Gun), ПВО (SAM Turret), Гаубица (Howitzer) и Турель щит (Guardian Turret).